# 28 (број)
28 је број, нумерал и име глифа који представља тај број. 28 је природан број који се јавља после броја 27, а претходи броју 29.

## У математици
- Је збир Ојлерових функција првих девет целих бројева
- Је сложен број који се факторише на просте чиниоце као 22 * 7

## У науци
- Је атомски број никла
- Је атомска маса силикона

## У спорту
- Је број на дресу Вукана Савићевића у Црвеној звезди[1]
- Је максимални број мечева који један тим може да одигра у плеј оф-у у НБА и НХЛ лиги

## Остало
- Је број домина у стандрадном паковању[2]
- Је поштански број Мадридске области у Шпанији
- Је број дана у фебруару, осим у преступним годинама када је број дана у фебруару 29
- Је број слова у данском и шведском алфабету (не рачуна се W), као и у арапском и есперанто писму